# مری شیر
مری شیر (انگلیسی: Mary Scheer؛ زادهٔ ۱۹ مارس ۱۹۶۳) یک هنرپیشه، کمدین و تهیه‌کننده اهل ایالات متحده آمریکا است. وی از سال ۱۹۸۸ میلادی تاکنون مشغول فعالیت بوده‌است.

## گزیدهٔ آثار

### تلویزیون
- دو دختر بی‌پول (۲۰۱۴)
- هانا مونتانا (۲۰۰۹)
- پنگوئن‌های ماداگاسکار (۲۰۰۹)
- مرد خانواده (۱۹۹۹)
- ساینفلد (۱۹۹۵ و ۱۹۹۸)
- تمام این‌ها (۲۰۰۵–۱۹۹۹)